# Амеде Жиро де л'Ен
Луї Гаспар Амеде, барон Жиро де л'Ен (18 жовтня 1781 , Жекс, Ен  — 27 грудня 1847 , колишній XI округ Парижаd, Париж ) — французький юрист і політик, який у 1832 році обіймав посаду міністром народної освіти та релігійних справ.

## Ранні роки
Луї Гаспар Амеде, барон Жирод де л'Ен, народився в Жексі 18 жовтня 1781 року.
Його батько — барон Жан-Луї Жиро (1753—1839), був призначений мером Жекса в 1780 році Людовиком XVI.
Його матір'ю була Луїза-Клодін-Арманда Фабрі. Він був найстаршим із чотирьох синів.
Амеде Жиро де л'Ен вивчав право і подав свою першу справу у віці 17 років у Касаційний суд.
Він працював адвокатом до 1806 року, коли його призначили заступником імператорського прокурора в Турині.
У 1807 році він став імператорським прокурором в Александрії.
У 1809 році він був призначений генеральним прокурором Апеляційного суду Ліона, а в 1810 році — аудитором Державної ради.
Він був призначений генеральним адвокатом при імператорському дворі Парижа в 1811 році і обіймав цю посаду, коли Перша Французька імперія розпалася в 1814 році.
Жиро де л'Ен був серед тих, чия втеча прискорила падіння Наполеона I.
Він швидко визнав владу Бурбонів і зміг зберегти свою посаду під час першої Реставрації Бурбонів.
Однак, коли Наполеон I повернувся під час Ста днів 1815 року, він погодився на посаду президента суду першої інстанції Сени.
14 травня 1815 року він був обраний представником округу Жекс у Палаті депутатів і був ревним прихильником імперської справи.
Приблизно в цей час він одружився з мадам Сівар де Больє, внучатою племінницею принца Лебрена, герцога Плезансу.

## Реставрація Бурбонів
Після другої Реставрації Бурбонів у 1815 році Амеде Жиро де л'Ен був виключений з судової системи. Він тимчасово повернувся до приватного життя, а також надав притулок у своєму домі генералу Антуану Друо і взявши на себе захист генерала перед військовою радою.
6 квітня 1816 року генерал був виправданий простою більшістю в чотири голоси з семи.
Жиро де л'Ен був відновлений на посаді у судовій владі й став радником при Паризькому дворі в 1819 році. На цій посаді він був членом комісії з підготовки проекту закону про суди присяжних. Також де л'Енпо черзі головував у судах Сени та Версаля.
17 листопада 1827 року Жиро де л'Ен був обраний депутатом від другого округу Ендр і Луара (Шинон). Він займав лівішу позицію серед конституціоналістів і брав активну участь у дебатах.
У 1829 році він став віце-президентом Палати депутатів і підтримував міністерство Мартіньяка.
Його переобрали 12 липня 1830 року.

## Липнева монархія

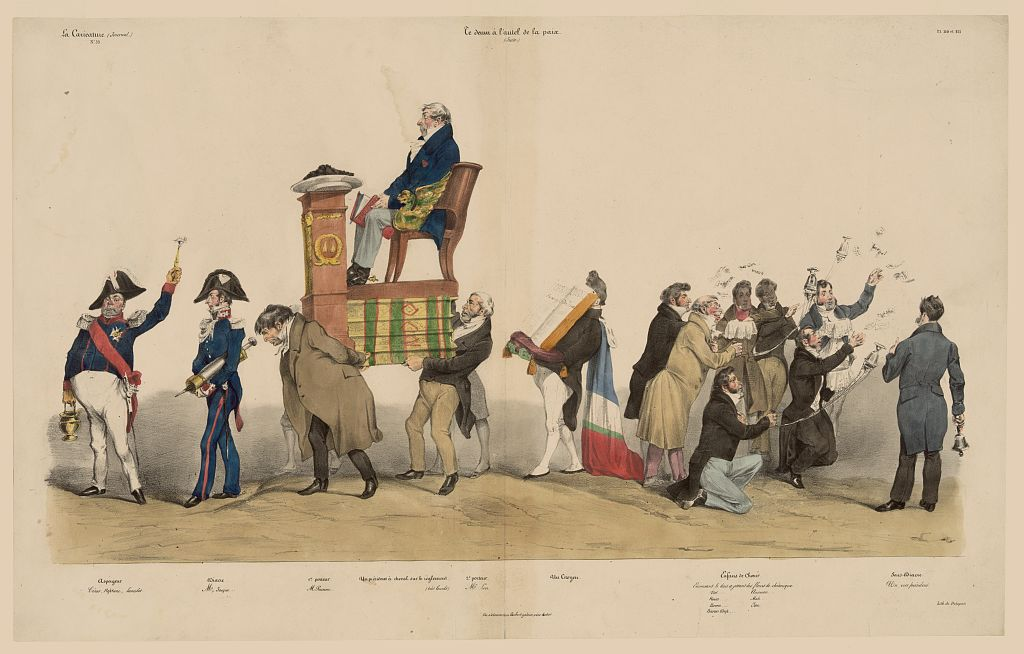
«Te Deum біля вівтаря миру», Гранвіль. Жиро де л'Ен, президент Палати (сидить), у процесії видатних осіб. La Caricature, листопад 1831 р.

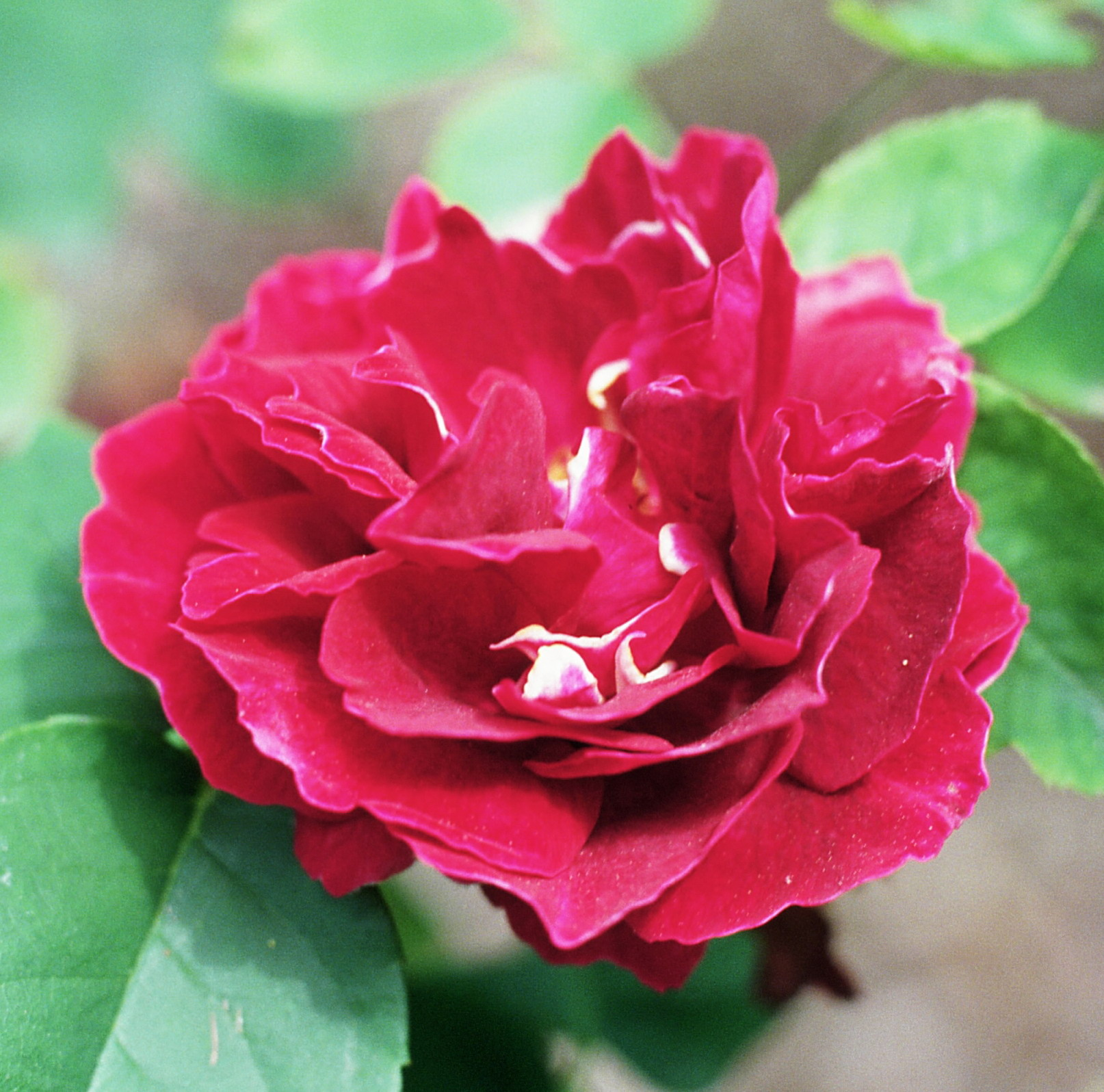
Сорт троянди «Baron Girod de l'Ain»

Амеде Жиро де л'Ен перебував у Парижі під час Липневої революції і рішуче підтримував прихід до влади Луї-Філіппа I.
1 серпня 1830 року він став префектом поліції. 21 жовтня 1830 року він був переобраний депутатом.
Він намагався заборонити збори Товариства друзів народу та інших політичних асоціацій, але уряд не вважав його достатньо сильним і в листопаді 1830 року його змінив на посаді голови поліції Ашіль Лібераль Трейяр.
Потім де л'Ен увійшов до Державної ради. У цей час він був нагороджений хрестом Почесного легіону.
5 липня 1831 року Жиро де л'Ен був переобраний. 1 серпня 1831 року його було обрано президентом Палати депутатів за підтримки Казимира П'єра Пер'є.
Він був міністром народної освіти та релігійних справ з 30 квітня 1832 року по 11 жовтня 1832 року.
Він мало працював на посаді й розглядався як пасивний інструмент Пер'є.
11 жовтня 1832 року Жиро де л'Ен став пером Франції та призначений президентом Державної ради.
Він обіймав цю посаду до самої смерті, за винятком короткої перерви в травні 1839 року, коли був міністром юстиції та охоронцем печатки у Тимчасовому кабінеті. Барон де л'Ен був активним у верхній палаті, зокрема став автором суперечливої доповіді про спробу повстання у квітні 1834 року. У ній він нападав на народні товариства, зокрема на «Société des Droits de l'Homme», і намагався показати, що у Франції існувала велика змова.
Амеде Жиро де л'Ен помер 27 грудня 1847 року в Парижі у віці 66 років.
Baron Girod de l'Ain — це гібридна вічна троянда, виведена Ревершоном у 1897 році. Вона має ароматні суцвіття багряно-червоного кольору з білими краями.

## Праці
- Girod de l'Ain, Amédée L. (1834). Affaire du mois d'avril 1834: Faits généraux. Imprimerie Royale.
- L'Ain, Amédée Louis Gaspard Girod de (1841). Cour Des Pairs. Attentat du 15 octobre 1840. Rapport fait à la cour par M. Le Baron Girod (de l'Ain), l'un des commissaires chargés de línstruction du procès déféré à la Cour des Pairs par ordonnance royale du 16 octobre 1840.